# 주조마국
주조마국(走漕馬國)은 졸마국(卒馬國)이라고도 한다. 현재의 위치는 경상북도 김천시 조마면 일대로 예상되고 있다. 가야연맹의 일원으로, 정치집단으로 성장하다가 562년 다른 가야소국들과 함께 신라에 병합되었다.